# Runkurakay

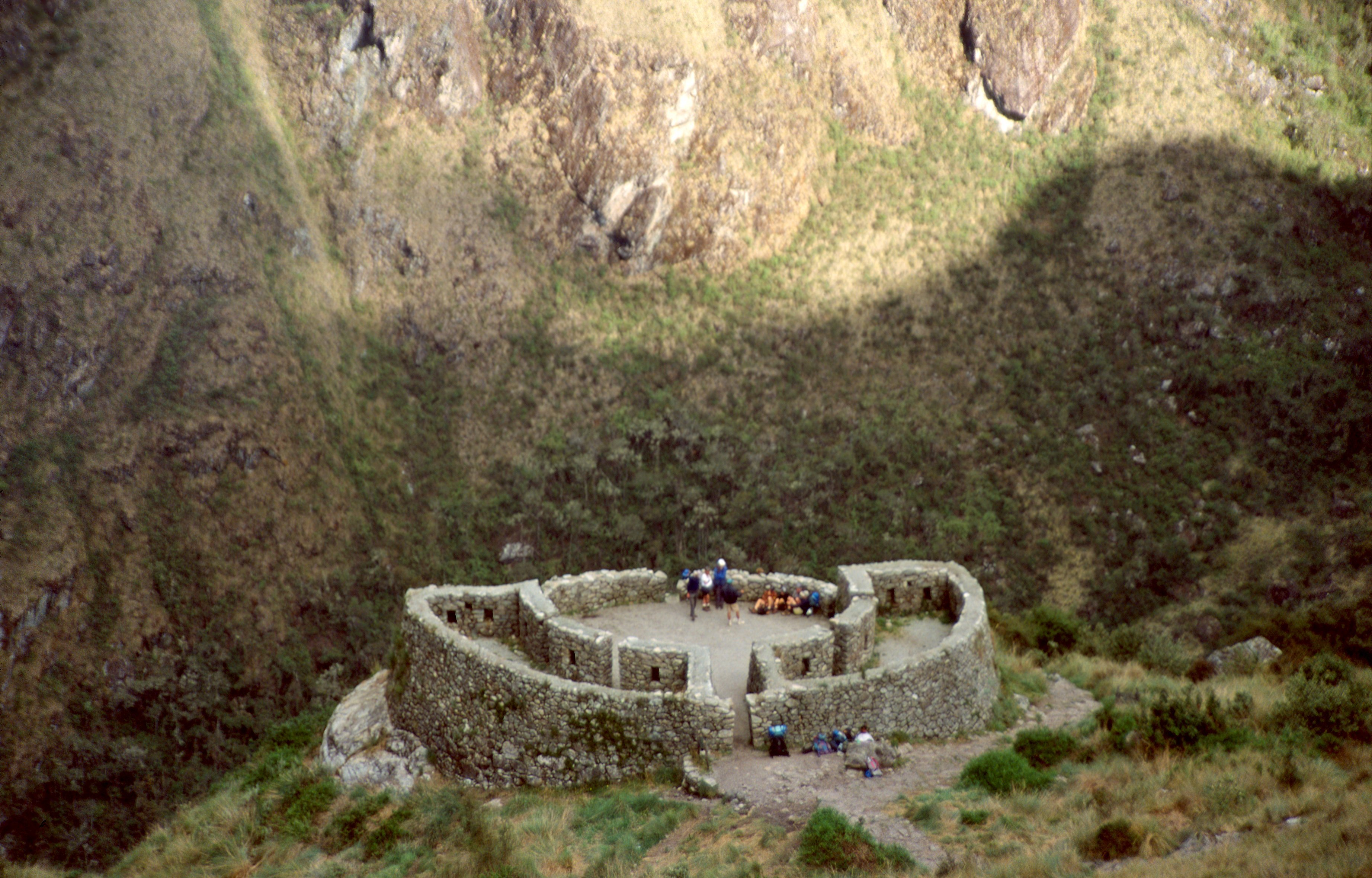
Festung Runkurakay

Die Festung Runkurakay (Quechua runku = Korb, raqay = Schuppen/verfallenes Haus/Ruine) ist eine archäologische Inka-Stätte und war ein Rast- und Versorgungsstützpunkt (“Tambo”) mit strategischer Sicht auf das Umland am Inka-Pfad nach Machu Picchu.
Die Ruinen befinden sich auf 3.760 m Höhe ca. 450 m südöstlich des Passes «Abra de Runkurakay» (3970 m. ü. M.) am Hang des Berges Runkuraqay, östlich der archäologischen Standorte Sayacmarka und Qunchamarka, östlich fließt der Fluss Pacaymayo.
Die Struktur besteht aus zwei konzentrischen und geneigten Mauern, die die Kammern und den Hof umgeben. Archäologen vermuten, dass Runkurakay ein Rastplatz (Tambo) für Boten war, da die Konstruktion aus mehreren Schlafsälen und Stallungen für die Tiere besteht.
Hiram Bingham III. besuchte die Stätte im April 1915 und Paul Fejos im Jahr 1940.